# Car Wash (canção)
Car Wash é uma canção disco interpretada pelo grupo Rose Royce e escrita e produzida por Norman Whitfield. Foi o single de estreia do grupo e um dos sucessos mais marcantes da era disco. Escrito e produzido pelo principal produtor da banda Norman Whitfield, "Car Wash", foi o tema do filme de 1976 Car Wash.
Em 2004, a cantora pop Christina Aguilera e a rapper Missy Elliott gravaram uma versão cover de "Car Wash", dando à música um toque disco pop mais moderno e adicionando versos de rap. Neste contexto, a "Car Wash" seria o lugar onde Oscar (o principal protagonista, dublado por Will Smith) trabalha, onde animais marinhos de grande porte que se comportam como os carros são lavados da mesma forma.
Em uma entrevista Aguilera disse: "Tivemos que mudar a chave para ser um pouco maior para a minha faixa. Portanto, não poderia tomar as amostras exatas, mas que trouxe todos esses instrumentos ao vivo para recriar este tipo de velho , o velho sentimento, clássico soulful e som"
"Car Wash", foi o único single da trilha sonora de animação do Espanta Tubarões. A canção de Aguilera e Missy Elliott entrou na posição número #63 na Billboard Hot 100, e tornou-se um hit top cinco no Reino Unido e se tornou o melhor e vendeu mais de 150.000 mil cópias por lá. O single vendeu mais de 1,5 milhão de cópias em todo o mundo.

## Videoclipe
O vídeo foi dirigido por Rick Newey. O clipe de “Car Wash” simula a gravação da música em estúdio alternada com cenas do filme, além de Aguilera aparecer no final como uma água-viva.

## Desempenho nas paradas
| Tabela musical (2004)              | Melhor posição |
| ---------------------------------- | -------------- |
| Austrália - ARIA Charts            | 2              |
| Áustria - Ö3 Austria Top 75        | 11             |
| Bélgica - Ultratop (Flandres)      | 2              |
| Dinamarca - Billboard              | 5              |
| Finlândia - RIANZ                  | 9              |
| Grécia - IFPI                      | 21             |
| Alemanha - Media Control Charts    | 2              |
| Irlanda - IRMA                     | 5              |
| Nova Zelândia - RIANZ              | 2              |
| Noruega - VG-lista                 | 13             |
| Suécia - Sverigetopplistan         | 27             |
| Suíça - Schweizer Hitparade        | 5              |
| Reino Unido - UK Singles Chart     | 4              |
| Estados Unidos - Billboard Hot 100 | 63             |